# DJbox
DJboxは、ソニー・インタラクティブエンタテインメントSony Computer Entertainment Inc.オフィシャルのソフトウェア。PS2 EyeToyにも対応している。
B.B.Navigatorにインストールをして使う。必要なHDD容量は8GBと大きいサイズになっている。
取扱説明書は約50pageで音楽を扱うゲームソフト。DJ機能もついているがSONY PlayStation 2にB.B.Unitを取り付けた場合とSONY PSXのみで使用が可能。
| サブスタブ | この項目は、まだ閲覧者の調べものの参照としては役立たない、書きかけの項目です。この項目を加筆・訂正などしてくださる協力者を求めています。このテンプレートは分野別のサブスタブテンプレートやスタブテンプレート（Wikipedia:分野別のスタブテンプレート参照）に変更することが望まれています。 |